# Atomkinder
Atomkinder är det norska black metal-bandet Urgehals tredje studioalbum, utgivet 2001 av skivbolaget Flesh for Beast.

## Låtlista
1. "Atomkinder" – 4:22
2. "Nocturnal Revelation" – 7:05
3. "Through the Grace of Hell" – 6:37
4. "Nyx" – 2:45
5. "Ripping Corpse" (Kreator-cover) – 2:52
6. "Antichrist" (Sepultura-cover) – 3:24
7. "Bleed Suffer Die" – 1:13

- Text: Trondr (spår 1, 3, 7), Ravenloft (spår 2), Enzifer (spår 4)
- Musik: Trondr (spår 1–4, 7), Enzifer (spår 4)

## Medverkande
Musiker (Urgehal-medlemmar)
- Trondr Nefas (Trond Bråthen) – sång, sologitarr
- Enzifer (Thomas Søberg) – rytmgitarr
- Uruz (Jarle Byberg) – trummor

Bidragande musiker
- M. Sorgar (Morten Kaalhus) – körsång
- Sorath Northgrove (Brede Norlund) – körsång
- Ravenloft – sångtext

Produktion
- Urgehal – producent
- Nils H. Mæhlum – producent
- Finn Hansen – producent